# Replicars
Replicars was een Nederlandse fabrikant en importeur van modelauto's.
Replicars uit Nijmegen was een importeur van modelauto's in Nederland, met merken als Norev, Ebbro, Bang, Best, GMP, Ixo Models, maar ook fabrikant van modelauto's.
Onder eigen naam heeft Replicars onder andere een serie "Coldwar" uitgebracht, met auto's uit zes landen. Ook maakte het auto's voor Nederlandse fabrikanten als Spyker en Donkervoort.
In 2006 voegde Replicars een eigen merk aan haar gamma toe, genaamd Neo Scale Models. Het betreft hier modellen van kunsthars met foto-etsonderdelen. In kunsthars kan men - gezien de lage malkosten van rubber - veel kleinere aantallen toch economisch brengen.
De modellen werden in eigen huis ontwikkeld en geproduceerd in Zuid-China in een speciaal voor Neo Scale Models opgezette fabriek.
Op 2 januari 2012 is Replicars verkocht aan het Duitse bedrijf Speidel Modellauto (per 2016 Speidel Replicars geheten).